# Siemens 80C517/80C537

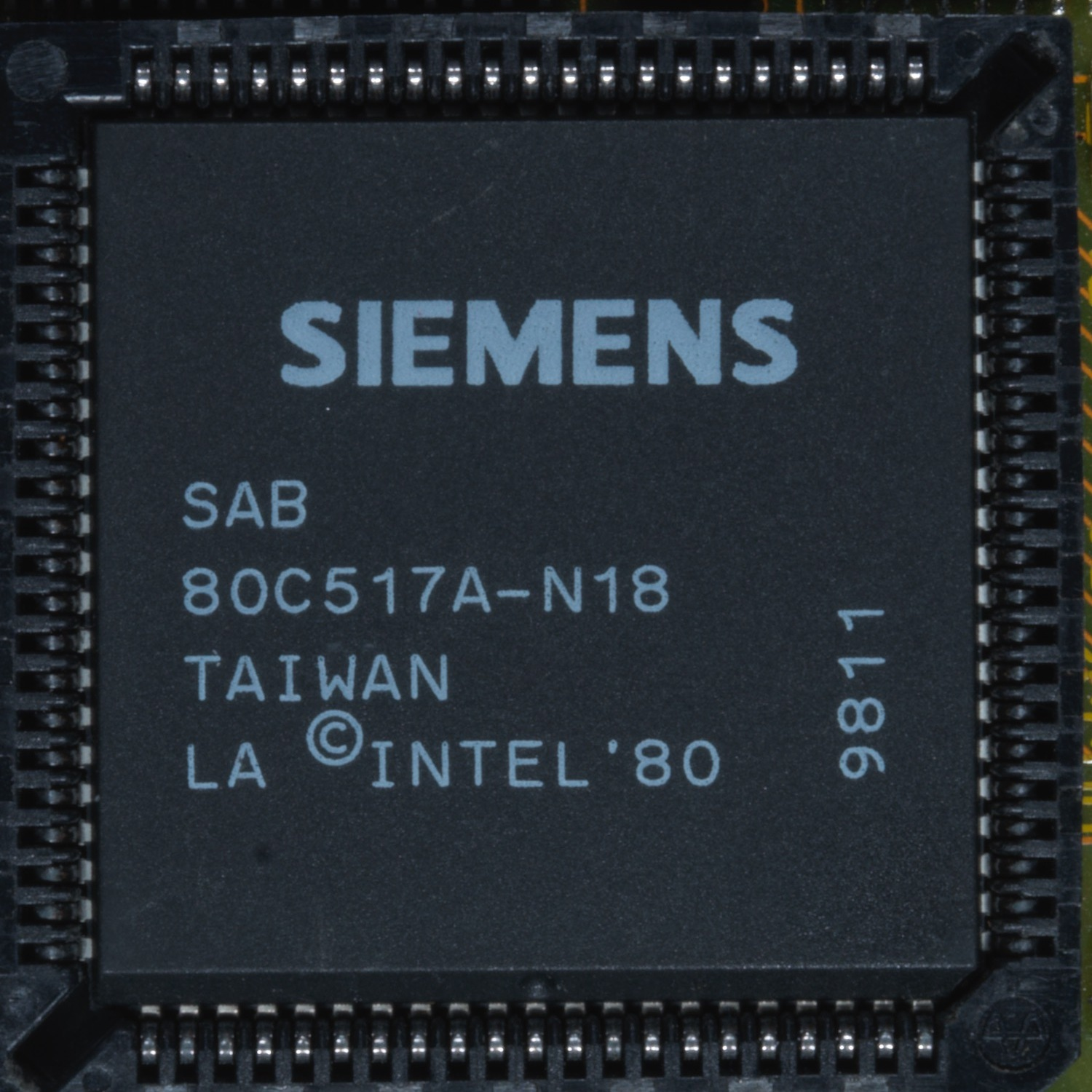
SAB-80C517

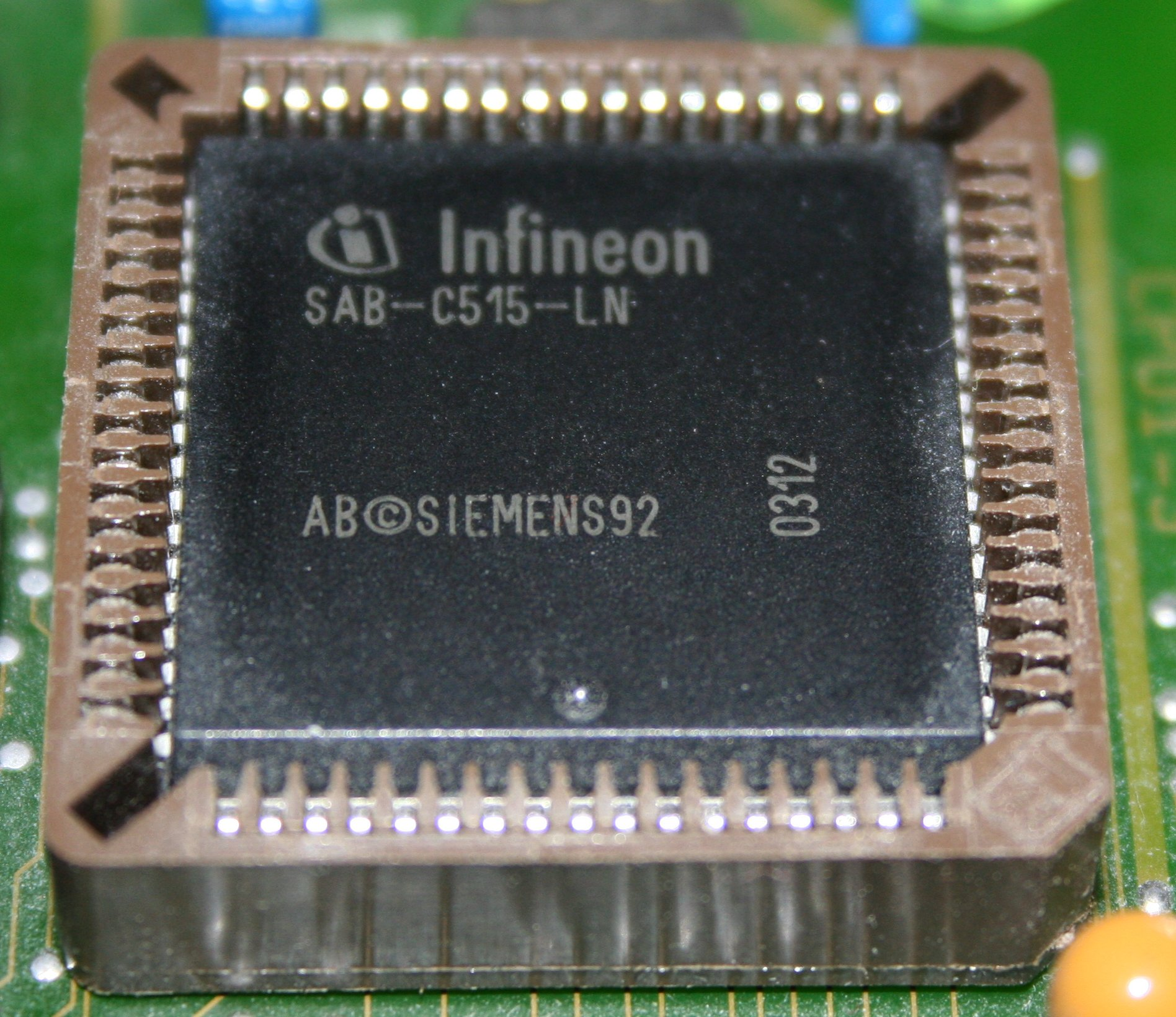
SAB-C515-LN von Infineon ist der Vorgänger des 80C517

Der Siemens 80C517 und der Siemens 80C537 gehört zur MCS-51-Mikrocontroller-Familie. Gebaut wurde er ab etwa Anfang der 1990er Jahre von der Halbleitersparte der Siemens AG, die heute unter Infineon firmiert.
Während der 80C537 ohne ROM-Maske und somit mit externem ROM betrieben werden musste, besaß der 80C517 ein ROM. 
Im Unterschied zu seinen Vorgänger, dem Siemens 80(C)515 (diesen gab es auch in einer Nicht-CMOS-Version), wies er einige bedeutsame Erweiterung des Prozessorkerns auf:
- Statt eines einzigen Data Pointers (Adressregister für Zugriffe mit 16-Bit-Adresse auf den externen Speicher und das externe ROM) gab es derer acht
- Um arithmetische Operationen wesentlich zu beschleunigen, wurde eine Multiply-Divide-Unit (MDU) eingeführt. Damit keine Erweiterungen des 8051-Befehlssatzes nötig waren, wurde diese Einheit wie ein Koprozessor angesteuert: Durch Schreiben von Registerwerten werden die zu verarbeitenden Werte bestimmt, die Art der Operation (Multiplikation oder Division) sowie die Bitbreite der zu verarbeitenden Daten wurde durch die Reihenfolge des Registerzugriffs festgelegt. Dadurch war die MDU aber nicht interrupt-fähig und konnte nur von einem Prozess benutzt werden.

Insbesondere die Problematik, dass die drastisch verbesserte Rechenleistung durch die MDU nur einem Prozess zur Verfügung stand, stellte eine große Einschränkung dieses Prozessors dar. Die Nachfrage nach solchen Erweiterungen bei der 8051-Architektur bewirkte aber, dass Siemens sich mit der Entwicklung des 80C517 darüber klar wurde, dass die Rechenleistung der 8051-Architektur für eine Vielzahl möglicher Mikrocontroller-Anwendungen unzureichend war. Das führte in der Konsequenz dazu, dass zusammen mit SGS-Thomson eine eigene Mikrocontroller-Architektur mit der Siemens-Bezeichnung C166 entwickelt wurde, die viele der Einschränkungen des 8051 aufhob oder von 8 auf 16 Bit Registerbreite übersetzte. 

## Technische Daten
- 8 KB On-Chip-ROM (80C517)
- 32 KB On-Chip-ROM (80C517A-5)

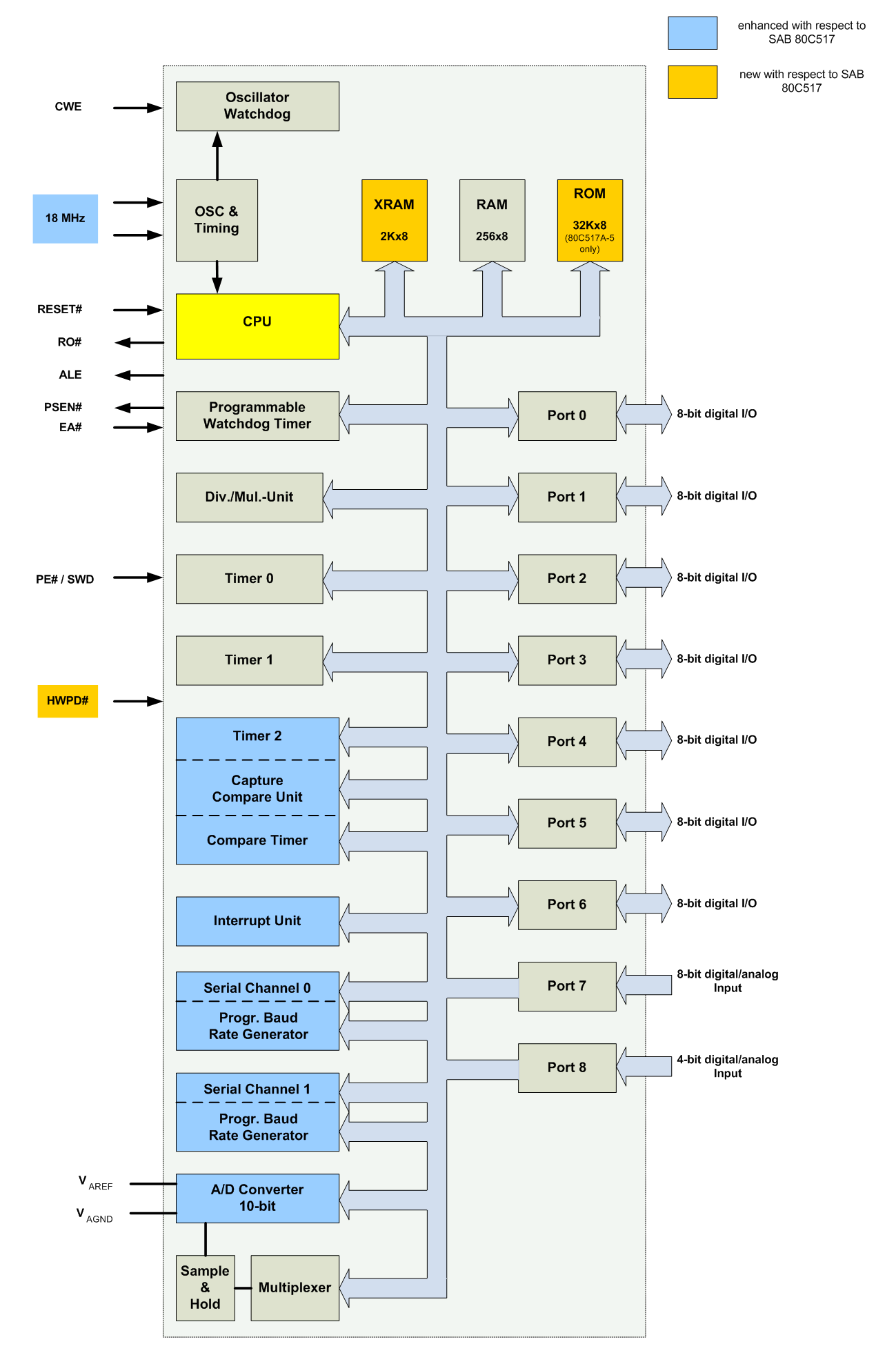
Blockdiagramm des 80C517(A).

- Ausführungen ohne ROM (80C537 und 80C517A)
- abwärtskompatibel zum 80(C)51 und 80C515
- 256 Byte On-Chip-RAM
- zusätzliche 2 KB On-Chip-RAM beim 80C517A
- Einzelbitverarbeitung
- Erweiterung von externem Programm- und Datenspeicher auf bis zu 64 KB
- Taktfrequenz bis 18 MHz
- On-Chip-A/D-Wandler mit 12 Eingängen, externem oder internem Start und mit einer Genauigkeit von 8 Bit (80C517) oder 10 Bit (80C517A).
- zwei 16-Bit-Timer
- Capture/Compare-Einheiten mit eigenen 16-Bit-Timern und 16-Bit-Compare-und-Capture-Registern
- 16-Bit-Arithmetik (Multiplikation, Division, Shift-Operationen)
- programmierbarer 16 Bit Watchdog-Timer
- Oszillator-Watchdog
- Slow-Down-Modus, Idle-Modus, Power-Down-Modus
- Gehäuse: PLCC 84, PQFP 100